# René Yronde
René Yronde, né le 10 mars 1915 à Saint-Sozy et mort le 25 juillet 2003 à Gourdon (Lot), est un chroniqueur local, instituteur et journaliste français.

## Chroniqueur apprécié
René Yronde est décédé à 88 ans, son petit carnet et son stylo sur la table de chevet… Durant les deux années qui ont précédé, il raconte ses souvenirs dans une chronique dominicale de La Dépêche du Midi ; cette chronique ayant pris fin prématurément et pour satisfaire aux souhaits des lecteurs, la famille a fait éditer : Mémoires de feu et de glace ou Les histoires du petit René. En 224 pages, 80 articles et plus de 120 photos, « Le petit René » décrit sa longue vie et ses deux passions : son métier d'instituteur et celle de correspondant local à Souillac. Martin Malvy a signé la préface de cet ouvrage.

## Rencontres marquantes
Après la Deuxième Guerre mondiale, René Yronde a rencontré beaucoup d'artistes contribuant à la revue artistique et littéraire Le Point de Pierre Betz, notamment Jean Lurçat et Robert Doisneau…
Tourné en 1992 par Patrick Cazals, Doisneau des villes, Doisneau des Champs, le dernier court métrage où figure Robert Doisneau nous montre d'ailleurs une discussion avec René Yronde au Café de Paris de Souillac. Un CD est disponible à Saint-Céré au Musée Lurçat.
Durant les dernières années de sa vie, outre ses chroniques, René Yronde continuera son métier de journaliste. Il rédigera ainsi les premiers articles sur Lauranne à Souillac, et le poète Jean Pierre Pouzol.